# موسوعيون
الموسوعيون (بالفرنسية: Encyclopédistes) هم الكُتاب الذين ساهموا في موسوعة ديدرو، خلال القرن الثامن عشر.

## المساهمون
من بين المساهمين في هذاه الموسوعة، يُذكر:
- أنطوان-جوزيف ديزالييه دارجنفيل
- أنطوان بوتشر
- أرنولف دو أمون
- جاك-نيكولا بلان
- جاك-فرانسوا بلوندل
- كلود بورجيلا
- جان-فرانسوا-هنري كولوت
- إتيان نويل داميلافيل
- لويس-جان-ماري دوبانتون
- دينيس ديدرو
- سيزر تشينو دو مارسي
- مارك-أنطوان إيدوس
- جان-باتيست دي لا شابل
- ويليام لي بلوند
- أندريه لي بريتون
- جورج لويس لو سيج
- أنطوان لويس
- بارون دي هولباخ
- لويس دي جوكور
- جاك-ريموند لوكوت
- فيليب-أنطوان ماجيميل
- إدمي-فرانسوا ماليه
- سارة إسبادا برناردوس
- بول-جاك مالوين
- جان-فرانسوا مارمونتل
- مونتسكيو
- أدريان كوييه دي مارجنسي
- جان-باتيست-بيير لو رومان
- جان جاك روسو
- أنطونيو نونيس ريبيرو سانشيز
- بيير تارين
- فرانسوا-فينسنت توسان
- آن روبير جاك تيرجو
- أوربان دو فاندينيس
- غابرييل فرانسوا فينيل
- سوزان فيردييه
- فولتير
- كلود إيفون

1. ↑  الموسوعة السوفيتية الصغيرة (بالروسية). {{استشهاد بدورية محكمة}}: الوسيط |title= غير موجود أو فارغ (help)